# Арафат, Ясир
Я́сир Арафа́т (араб. ياسر عرفات‎; 24 августа 1929, Каир, Египет — 11 ноября 2004, Кламар, Франция), настоящее полное имя, полученное при рождении — Муха́ммад Абд ар-Рахма́н Абд ар-Рау́ф Арафа́т аль-Ку́два аль-Хусейни́ (محمد عبد الرحمن عبد الرؤوف عرفات القدوة الحسيني‎), известен также под куньей Абу́ Амма́р (أبو عمّار‎) — палестинский политический, государственный и партийный деятель. Председатель Палестинской национальной администрации (ПНА) с 1993 года, лидер движения ФАТХ и председатель исполкома Организации освобождения Палестины (ООП) (с 1969 года); лауреат Нобелевской премии мира за 1994 год. Племянник и ученик иерусалимского муфтия Амина аль-Хусейни. Умер в возрасте 75 лет в военном госпитале Перси в Кламаре под Парижем во Франции. Был женат на Сухе Арафат (урождённая Суха «Сусу» Тавиль).
Ясир Арафат — один из известнейших радикальных политических деятелей второй половины XX века. Его жизнь и деятельность получали и, очевидно, всегда будут получать крайне противоречивые оценки, при этом для одних Арафат является борцом за независимость и национальное освобождение, героем, а для других — злейшим врагом, убийцей и террористом, так как он организовывал атаки против мирного населения.
Арафату практически удалось превратить негосударственное насилие в легитимную форму политической борьбы. Возглавляемая им организация ООП была принята в ООН в качестве наблюдателя, а самого Арафата встречали в разных странах как главу государства.

## Биография

### Ранние годы
Ясир Арафат был пятым ребёнком в семье богатого торговца тканями из Газы (бабушка Ясира по отцовской линии была египтянкой). Отец Арафата в течение 25 лет боролся в египетских судах за право на семейную землю в Египте как на часть своего наследства, но безуспешно. Сам Арафат говорил, что родом из Иерусалима, как и его мать, и что родился он 4 августа, однако, согласно документам, родился он в Каире 24 августа 1929 года. Возможно, родители записали в качестве места рождения Каир, чтобы дать ребёнку возможность учиться и работать в Египте. Согласно другой точке зрения, родившийся в Каире Арафат называл Иерусалим городом своего рождения, чтобы «тесней сродниться» с будущей столицей своего государства.
При рождении он получил имя Мухаммад Абд ар-Рахман Абд ар-Рауф аль-Кудва аль-Хусейни. В молодости он изменил его на нынешнее — Ясир Арафат (Ясир означает «лёгкий»). Сделано это было с определённой целью: он не хотел, чтобы его как-то связывали с командующим палестинскими силами Абд аль-Кадиром аль-Хусейни, на которого возложили ответственность за поражение арабов в первой войне против израильтян. Дело в том, что Арафат после окончания лицея работал личным секретарём Абд аль-Кадира аль-Хусейни.
Когда Арафату было четыре года, мать умерла и его перевезли в Иерусалим, где семья жила недалеко от Стены Плача и мечети Эль-Акса, расположенной внутри комплекса Храмовой горы. В то время весь комплекс находился под управлением мусульманской общины Иерусалима, но иерусалимские иудеи требовали у властей Британской Палестины установления собственного контроля над Храмовой горой. Отец ещё несколько раз женился, и в 1937 году семья вернулась в Каир. Воспитанием Арафата занималась его старшая сестра Инам — по её словам, уже в детстве его любимым занятием было командовать сверстниками.
Во время Арабо-израильской войны 1947—1949 годов, когда произошёл исход палестинских арабов (накба), и тысячи арабов покинули свои дома, сам Арафат жил в Египте, но считал Палестину своей родиной. Его уже давно интересовали вопросы сионизма — он был знаком с трудами Теодора Герцля и других сионистских теоретиков, о чём говорят статьи, которые Арафат публиковал в журнале «Наша Палестина». Арафат позднее любил повторять:

Международное сообщество дало евреям государство из чувства вины за катастрофу европейского еврейства… Но мы, арабский народ Палестины, тоже пережили катастрофу. Они получили Израиль как плату за Освенцим, но и нам ООН обязана за Дейр-Ясин. Только мы не евреи, мы не станем ждать две тысячи лет, а скоро возьмём своё, и по праву.

Уже в 17 лет Ясир Арафат участвовал в нелегальной доставке вооружения в Палестину для борьбы с англичанами и евреями и занимался революционной агитацией. В 1948 году, во время войны, Арафат бросил учёбу, взял в руки оружие и вместе с другими палестинцами попытался перебраться на родину, но их разоружили и остановили египтяне, которые отказались пропустить необученных студентов в зону боевых действий. Арафат вступил в «Мусульманское братство», а также с 1952 по 1956 год возглавлял Лигу палестинских студентов. В студенческих спорах он называл ошибкой отказ арабских стран от раздела Палестины в соответствии с резолюцией Генеральной Ассамблеи ООН. Он считал, что не арабские страны, а сами палестинцы должны позаботиться о своём будущем.
Ясир Арафат окончил инженерный факультет Каирского университета.
В 1956 году в звании лейтенанта армии Египта участвовал в отражении наступления англо-французско-израильских сил на национализированный президентом Насером Суэцкий канал.
Именно в 1956 году его впервые увидели в традиционном бедуинском головном платке (куфии), который до конца его жизни стал символом палестинского сопротивления.

### ФАТХ и ООП
В 1956 году Арафат переехал в Кувейт, где к тому времени сложилась процветающая палестинская община. Там он занялся строительным бизнесом, в котором преуспел. Но его истинным призванием стала палестинская революция. Он решил для себя, что «Палестину смогут освободить лишь сами палестинцы» и рассчитывать только на помощь других арабских стран не стоит. В начале 1950-х годов с территории Египта уже действовали разрозненные отряды фидаинов, но не было создано единой структуры сопротивления, организации, штаба, который координировал бы борьбу палестинцев за независимость. Арафат взял на себя ответственность за создание такой организации.
В 1957 году в Кувейте он участвовал в создании, а затем и возглавил «Движение за освобождение Палестины» (ФАТХ). Большинство в движении на тот момент составляли палестинские беженцы, осевшие первоначально в секторе Газа, учившиеся в Каирском и Бейрутском университетах и работающие в разных арабских странах.
Первоначально группа называлась «Хатф», но эта аббревиатура напоминала арабское слово «поражение», и поэтому оно стало писаться наоборот. Так в 1959 году возник «ФАТХ» («завоевание», «победа»). Тогда же Ясир Арафат получил партийное прозвище «Абу Аммар».
31 декабря 1964 года — 1 января 1965 года «ФАТХ» совершил первый теракт на территории Израиля, попытавшись взорвать акведук, который снабжал пресной водой из озера Кинерет половину Израиля. Эту дату палестинцы считают началом вооружённой борьбы за создание своего государства.
Арафат обратился за помощью к Лиге арабских государств (ЛАГ), доказывая, что сила арабов в единстве, а на объединение и вооружённую борьбу нужны деньги, оружие, люди, базы. В 1964 году на средства ЛАГ была создана Организация освобождения Палестины (ООП) как политическая организация, объединяющая все организации палестинского сопротивления, стремящиеся к общей цели «освобождения Палестины и создания независимого палестинского государства». По некоторым данным, ООП была первоначально создана лидерами арабских стран в противовес ФАТХу, набирающему в те годы популярность. Они создали ООП для того, чтобы держать палестинское национальное движение под контролем.
После поражения регулярных арабских армий в Шестидневной войне (1967 год) израильтяне развернули наступление и на палестинских боевиков, и Ясир Арафат бежал в Иорданию (по некоторым данным, границу он пересёк переодевшись в женское платье).
18 марта 1968 года на мине в районе Эйлата, заложенной диверсантами с иорданской стороны границы, подорвался автобус с детьми, два человека погибло; 21 марта израильские войска, включая авиацию, танки и артиллерию, выступили против отрядов ФАТХ, базировавшихся в иорданском селении Эль-Караме. В результате сражения Эль-Караме был практически полностью уничтожен. Несмотря на высокие потери среди арабов, сторонники ФАТХа считают, что ФАТХ одержал победу, поскольку израильская армия, обладающая авиацией и тяжёлой техникой, получила достойный отпор и была вынуждена отступить. В ситуации полного уныния, царившего после разгромного поражения арабов в Шестидневной войне, бой в Эль-Караме сделал из Арафата национального героя, который осмелился противостоять Израилю. В Израиле, напротив, операция считалась неудачной и подвергалась критике. Вырос авторитет ФАТХ, ряды которого пополнялись десятками молодых арабов. Неудивительно, что год спустя Арафат стал признанным руководителем ООП.
К концу 1960-х годов ФАТХ, влившийся в состав ООП, занял в ней центральное место, и на Палестинском национальном конгрессе в Каире 3 февраля 1969 года Арафат был избран лидером ООП, сменив Ахмеда Шукейри. Двумя годами позже Арафат стал главнокомандующим силами «Палестинской революции», а в 1973 году возглавил политический комитет ООП.
Именно в эти годы он начинает выстраивать структуру, впоследствии доказавшую свою эффективность. Арафат создаёт как «военное», так и «политическое» крыло организации. Отныне израильтяне формально имеют дело с политиками, лидерами национально-освободительного движения, борющимися за свободу и независимость своего народа.
После событий «чёрного сентября» 1970 года, когда его люди неудачно попытались сместить иорданского короля Хусейна, Арафат перебрался в Ливан. К тому времени он начинает сотрудничать с советскими спецслужбами. ООП получает финансовую и военную поддержку СССР, боевиков обучают военному делу инструкторы из спецслужб стран Организации Варшавского договора, здесь же их обеспечивают поддельными документами и лечат раненых бойцов в закрытых медицинских учреждениях. На деньги СССР и — позже — разбогатевшей Саудовской Аравии Арафат создаёт в Южном Ливане «государство в государстве».
Согласно журналисту Вениамину Гинодману:

… Лидер ООП тщательнейшим образом, хотя и без помощи каких бы то ни было имиджмейкеров, выстраивает свой собственный образ. Арафат подчеркнуто не религиозен (это нравится коммунистическим странам), всегда ходит в полувоенной форме (что приводит в восторг западноевропейских левых интеллектуалов), носит куфию (традиционный бедуинский головной платок), люто ненавидит евреев (за что консервативные арабские режимы прощают ему всё, включая нерелигиозность). В результате Ясир Арафат становится желанным гостем как во дворцах саудовских шейхов, так и в комплексе зданий ЦК КПСС на Старой площади.

### Иордания
Иорданский период жизни Ясира Арафата продолжался три года. За это время палестинцы превратили королевство в свой главный плацдарм, откуда регулярно наносили удары по Израилю. Аэропорт Аммана регулярно принимал авиалайнеры, которые палестинцы угоняли с международных авиалиний, что формировало образ Иордании как рассадника терроризма.
Попытки короля Хусейна усмирить палестинцев успеха не имели. Главным козырем Ясира Арафата были несколько сотен тысяч беженцев, нашедших приют в Иордании, которых он в случае чего грозил вооружить и бросить против королевской армии. Лагеря беженцев, контролируемые вооружёнными палестинскими отрядами, превратились в своего рода государство внутри государства. Палестинцы захватили несколько стратегических пунктов.

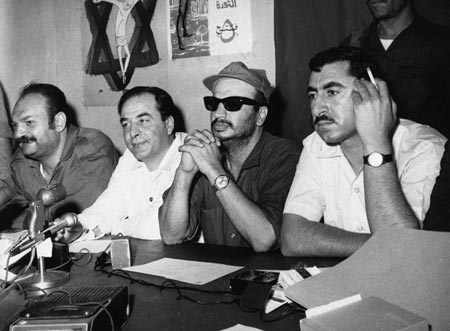
Ясир Арафат с Наифом Хаватме и Камалем Насером на пресс-конференции в Аммане, июнь 1970 года

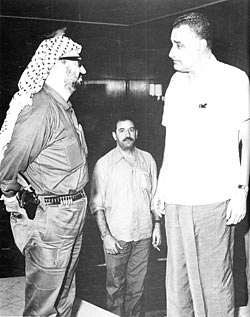
Арафат, Насер и Абу Джихад на чрезвычайной конференции ЛАГ, посвящённой гражданской войне «Чёрного сентября»

В июне 1970 года противостояние иорданских властей с палестинцами и попытки разоружить палестинскую милицию переросли в вооружённый конфликт.
Правительства других арабских стран пытались найти мирное решение конфликта, но непрекращающиеся действия палестинских боевиков на иорданской территории (такие, как уничтожение трёх авиалайнеров, угнанных с международных авиалиний и содержавшихся в пустыне к югу от Аммана) заставили иорданские власти пойти на крайние репрессивные меры. 16 сентября король Хусейн объявил в стране военное положение. В тот же день Арафат стал главнокомандующим «Армией освобождения Палестины», военного крыла ООП. Началась гражданская война, в ходе которой ООП активно поддержала Сирия, направившая в Иорданию 200 танков. США и Израиль также были готовы ввязаться в конфликт между иорданской армией и палестинцами: США направили в Восточное Средиземноморье свой Шестой флот, а Израиль был готов оказать военную помощь Иордании. К 24 сентября регулярная армия Иордании взяла верх над ООП, в ходе столкновений погибло около 5 тыс. боевиков. Арафат вынужден был бежать в Ливан. Иорданский король стал после этих событий личным врагом Арафата.

### Арафат и палестинский террор в 1970—1980-х годах
В течение полутора десятилетий Ясир Арафат отдавал приказы, в результате исполнения которых погибли тысячи людей. Всего за 30 лет в период с 1964 по 1994 год от рук палестинских террористов, в том числе и не связанных с ООП, погибло 866 израильтян. Боевики ООП и неподконтрольных ей группировок захватывали в Израиле рейсовые автобусы и школы, взрывали бомбы на площадях и в учреждениях, охотились за израильтянами и сочувствующими им по всему миру, угоняли самолёты, брали заложников.
Будучи изгнанным из Иордании, Арафат перебазировал ООП в Ливан. Слабость ливанского правительства позволила ООП создать на территории этого государства практически независимое палестинское государство. Палестинские боевики с территории Ливана проводили рейды против военных и гражданских объектов на территории Израиля, а израильская армия и авиация наносили удары по палестинским позициям.
В 1972 году члены группировки «Чёрный сентябрь» захватили 11 израильских спортсменов на Олимпийских играх в Мюнхене и при попытке освобождения уничтожили всех заложников. Это преступление вызвало осуждение всей мировой общественности; Арафат публично заявил о непричастности ООП к нападениям такого рода.

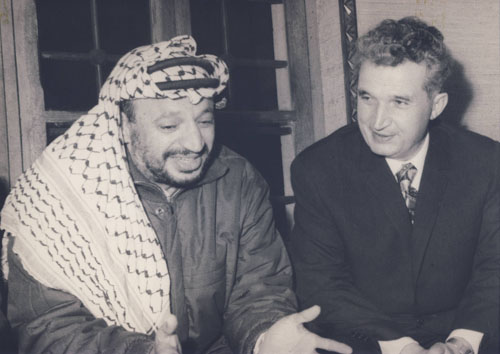
Ясир Арафат с Николае Чаушеску во время своего визита в Бухарест, 1974 год

В 1974 году ООП продолжала наносить удары по мирному населению Израиля. Часть атак включала захват израильтян и еврейских граждан других стран с целью обмена их на палестинских заключённых, но после 1968 года такие действия ни к чему не приводили. В ходе попыток освобождения заложников израильскими частями особого назначения часть заложников погибала, а захватчики уничтожались. В других случаях террористы просто открывали огонь по израильским гражданам, не выдвигая никаких требований.
В конце 1970-х годов возникли многочисленные левые палестинские организации, наносившие удары по гражданским целям как в самом Израиле, так и за его пределами[уточнить]; многие из них не входили в ООП или вышли из её состава. Арафат отрицал свою причастность к терактам, объясняя, что теракты — дело рук «военного крыла» ООП или организаций, в неё не входящих, которые состоят из молодых горячих людей, мстителей, потерявших на войне с «сионистскими врагами» друзей и близких, то есть крайних экстремистов, которых не всегда удаётся контролировать. В то же время он предлагал вести переговоры с политическим крылом ООП, большинство которого создавало у европейцев и американцев впечатление умеренных, цивилизованных, европейски образованных людей, трезвых политиков, согласных сесть за стол переговоров.
Таким образом, согласно ряду источников, направляя террористическую деятельность ФАТХ, её молодёжной группы «Ястребы ФАТХ», а также группировок «Чёрный сентябрь» и НФОП («Народный фронт освобождения Палестины»), по мнению некоторых источников, официально порвавших с ООП, Арафат одновременно стремился стать легитимным, признанным политиком. Некоторые источники считают, что этот подход позднее переняли у Арафата североирландские и баскские экстремисты, левые движения в Латинской Америке, Африке, непальские маоисты и многие другие.
Утверждается, что Арафат в 1970-е годы тратил миллионы долларов на пропаганду идей «палестинской революции» среди западного студенчества. Создаются фонды финансирования и общественной поддержки «борьбы палестинского народа».

### Арафат на трибуне ООН
В 1974 году была принята новая политическая программа ООП, которая призывала бороться за создание палестинского государства «не вместо, а наряду с Израилем», то есть на территории Западного берега реки Иордан и в Секторе Газа. После этого ООП признали более ста государств, а её лидер стал центральной фигурой на ближневосточной политической сцене.
В результате принятия программы, предусматривающей готовность признать Израиль, а также пользуясь широкой мировой поддержкой борьбы палестинцев за создание своего государства, Арафат становится первым представителем неправительственной организации, выступившим на пленарной сессии Генеральной Ассамблеи ООН. 13 ноября 1974 года он произносит с трибуны Генеральной Ассамблеи ООН историческую фразу, обращённую к Израилю:
Я пришёл к вам с оливковой ветвью в одной руке и оружием борца за свободу в другой. Не дайте оливковой ветви выпасть из моей руки.
ООН признала ООП «единственным законным представителем палестинского народа».
В 1976 году ООП стала членом Лиги арабских государств.

### Ливан
В 1975 году в Ливане разгорается гражданская война, позволившая палестинскому командованию взять под контроль весь юг страны и обстреливать ракетами советского производства весь север Израиля.

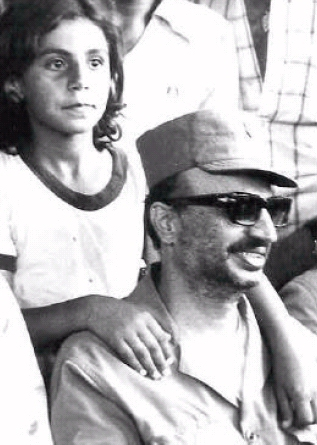
Ясир Арафат в Южном Ливане, 1978 год

Подразделения ООП стали одной из сторон в многолетней гражданской войне. В качестве своих союзников в гражданской войне Арафат и ООП выбрали вооружённые отряды, состоявшие из боевиков различных мусульманских и левых партий и группировок под руководством известного ливанского политика левой ориентации Камаля Джумблата — политического главы общины друзов.
В январе 1976 года отряды ООП захватили христианский город Дамур и устроили там резню, вырезав, по разным данным, более 500 безоружных людей, а в июле того же года устроили резню христиан во временно захваченном отрядами ООП и ливанских мусульман христианском городе Чекка на севере страны. Эти действия палестинцев провоцировали силы ливанских христиан на акты возмездия, в ходе которых гибли тысячи палестинцев.
Сирийский президент Хафез Асад, который первоначально поддерживал ООП, впоследствии, опасаясь установления её господства в Ливане или разделения страны по конфессиональному признаку противоборствующими сторонами, перешёл на сторону христиан-фалангистов, защищавших легитимного президента и правительство страны, и направил в Ливан свои войска. Первый этап гражданской войны закончился для Арафата осадой и падением в 1976 году самого крупного и важнейшего в военном отношении лагеря палестинских беженцев Тель-Заатар, находившегося на территории восточной (христианской) части Бейрута и фактически являвшегося военной базой ООП, из которой её боевики обстреливали жилые кварталы христианских районов города и восточных предместий. На многократные предложения христиан-фалангистов эвакуировать гражданское население лагеря Арафат, ответил отказом. Сам Арафат не принимал участия в боевых действиях, находясь в безопасности на укреплённом командном пункте ООП в Западном Бейруте. Захват лагеря христианскими милициями сопровождался резнёй уцелевших палестинских боевиков и гражданских лиц, не успевших эвакуироваться до или во время осады.
Арафат подвергался нападениям со всех сторон — за ним охотились Израиль, ливанские христиане-марониты, их вооружённые отряды фалангистов, и даже президент Сирии Хафез Асад, который натравливал просирийские палестинские группировки на ООП.

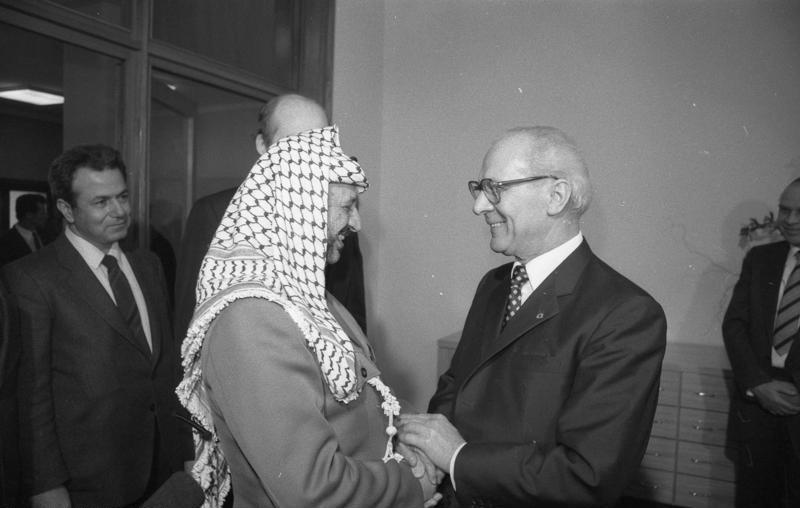
Ясир Арафат на встрече с председателем Госсовета ГДР Эрихом Хонеккером, 10 марта 1982 года

Израиль, взаимодействуя с ливанскими христианами, провёл две военных операции на территории Ливана против палестинцев. В ходе первой, операции «Литани» в 1978 году, израильская армия и ливанское ополчение «Армия Южного Ливана» оккупировали узкую полосу территории — так называемую «Зону безопасности» на границе между Израилем и Ливаном. В ходе второй операции («Мир для Галилеи» в 1982 году) израильская армия вторглась в Ливан и распространила оккупацию на значительную часть южного Ливана.
В ходе этого вторжения июле 1982 года израильские войска вошли в Бейрут и осадили силы ООП и её союзников в Западном Бейруте. Город подвергался бомбардировкам и артиллерийским обстрелам, что приводило к сотням жертв. Ситуация вызвала высокую озабоченность в мире, что привело к договорённостям между силами ООП и Израилем при американском и европейском посредничестве. Арафат и силы ООП покинули Бейрут под наблюдением международных вооружённых сил, а Израиль обязался не продолжать наступление в Ливане. Следующей страной, предоставившей убежище ООП, стал Тунис. С сентября 1982 по 1993 год штаб-квартира ООП была размещена там.
Шарон позже говорил, что в Бейруте, во время эвакуации сил ООП (которое происходило под наблюдением международного контингента), его снайперы держали Арафата под прицелом, но он решил пощадить его. Арафату ещё раз удалось избежать гибели, когда в здание, которое он покинул, через несколько мгновений попала израильская вакуумная бомба с лазерным наведением.

### Тунис
В 1980-е годы с помощью арабских государств (Ирака и Саудовской Аравии) Арафату удалось воссоздать движение палестинского сопротивления в изгнании. В 1985 году он вновь избежал гибели во время израильского авианалёта на штаб-квартиру ООП в Тунисе.
В декабре 1987 года, когда началось первое стихийное палестинское восстание против израильской оккупации (интифада), Арафат уже через несколько недель взял на себя руководство восстанием, и акции гражданского неповиновения на Западном берегу Иордана смогли продолжаться во многом лишь благодаря поддержке ФАТХ.
15 ноября 1988 года ООП провозгласила независимое Государство Палестина — правительство палестинцев в изгнании, заявившее свои права на всю территорию Палестины, какой она была установлена британским мандатом на Палестину, и отвергшее идею разделения Палестины на арабское и еврейское государства. Однако уже 13 декабря 1988 года Арафат заявил о признании Резолюции № 242 Совета Безопасности ООН, пообещал в будущем признать Израиль и отверг «терроризм во всех его формах, включая государственный терроризм». На таком заявлении настаивала американская администрация, которая считала признание Израиля необходимой отправной точкой для начала Кэмп-Дэвидского мирного процесса. Заявление Арафата свидетельствовало о начале отхода ООП от одной из своих основных целей — уничтожения Израиля — в сторону признания возможности параллельного существования двух отдельных государственных образований: израильского государства в границах, соответствующих линии прекращения огня 1949 года, и палестинского государства на территории Западного берега Иордана и Сектора Газа. Однако 2 апреля 1989 года Центральный комитет Палестинского национального совета (руководящего органа ООП) избрал Арафата президентом самопровозглашённого Государства Палестина.
В 1990 году Арафат женился на Сухе Тавиль, сотруднице тунисской штаб-квартиры ООП — христианке, принявшей ислам ради замужества с Арафатом. В 1995 году у них родилась дочь.
В начале 1990-х годов начались пока ещё секретные контакты между палестинским и израильским руководством. Дело шло к мирной конференции, но в августе 1990 года Ясир Арафат совершил одну из самых серьёзных своих ошибок, публично поддержав иракское вторжение в Кувейт. Это на долгие годы лишило ООП финансовой поддержки арабских монархий Персидского залива.
В 1992 году Арафат опять чудом избежал гибели во время вынужденной посадки его самолёта в песчаную бурю в Ливии.

### Связи с КГБ СССР
Румынский генерал-лейтенант Пачепа в 1972 году заявил американским официальным лицам, что ООП и сам Арафат сотрудничали с КГБ и румынской секретной службой. Палестинские боевики секретно обучались на военных базах советского блока. Арафата, по словам Пачепы, СССР подготовил и на протяжении многих десятилетий снабжал оружием и деньгами, в том числе через своих сателлитов.

### Покушения
Жизнь Ясира Арафата на протяжении сорока лет находилась в постоянной опасности. Против него были организованы и совершены десятки покушений, но каждый раз Арафат по случайности оставался в живых. В его смерти были заинтересованы не только его враги в Израиле, но и многие в исламском мире, и радикальные палестинские группировки, считавшие проводимый Арафатом курс слишком мягким. К наиболее известным попыткам ликвидации Арафата можно отнести:
- В конце 1960-х годов израильские спецслужбы завербовали пленного палестинца и послали его убить Арафата. Палестинец был переправлен в Иорданию, где тогда находился штаб ООП, но тут же сдался палестинским боевикам и все им рассказал.
- В 1973 году Арафату удалось выжить во время покушения на него в Ливане, предпринятого группой израильского спецназа, в состав которой входил и будущий премьер-министр Израиля Эхуд Барак. В результате операции погибли трое помощников палестинского лидера[33].
- В 1975 году Организация Абу Нидаля (ОАН) отправила своих боевиков убить Арафата, но убийцы были перехвачены силами безопасности ФАТХ[37].
- В 1981 году ОАН предприняла неудачную попытку покушения на Арафата во время его пребывания в Вене.
- В 1982 году отряды ООП во главе с Арафатом были окружены в Бейруте израильскими войсками. 29 июня палестинцам было разрешено покинуть город, но, несмотря на договоренность, «Моссад» снарядил группы спецназа, которым было приказано уничтожить Арафата. Однако Арафату удалось выйти из окружения невредимым[36].
- В июне 1983 года сирийские власти выслали Арафата в Тунис. По данным ООП, во время переезда из Сирии в Тунис сирийские агенты предприняли неудачную попытку убить Арафата.
- 1 октября 1985 года израильская авиация подвергла бомбардировке офис Арафата и бюро ООП в столице Туниса, в качестве акции возмездия за убийство трёх израильтян 25 сентября на яхте в порту Кипра. Арафат уцелел, но погибли 60 членов ООП[38][39].
- 15 ноября 1995 года палестинская полиция предотвратила очередное покушение на Арафата, арестовав в Секторе Газа пятерых человек, связанных с ОАН.
- В августе 1996 года спецслужбы ПНА сообщили о срыве покушения на Арафата. Соратник лидера ПНА Махмуд Аббас заявил, что за заговором стоят иранские спецслужбы.
- В сентябре 1997 года были задержаны четверо боевиков ОАН, которые планировали устранение палестинского лидера, но к моменту задержания не успели даже разработать план покушения.
- 6 июня 2002 года Арафат заявил, что израильтяне пытались уничтожить его, выпустив из танка снаряд по резиденции в Рамалле. По его словам, он в это время находился этажом ниже и спасся по чистой случайности.
- В мае 2003 года бывший глава МВД ПНА Хани аль-Хасан заявил, что на адрес Арафата пришла посылка, содержавшая возбудитель сибирской язвы, но органы безопасности смогли её вовремя обезвредить.

Также он выжил в двух транспортных происшествиях:
- В 1991 году в разгар кризиса в Персидском заливе Арафат попал в автокатастрофу. Его автомобиль, следовавший по трассе Амман-Багдад, несколько раз перевернулся. Арафат остался жив.
- 7 апреля 1992 года на территории Ливии во время песчаной бури разбился Ан-26, в котором Арафат возвращался из Судана. Оба пилота и бортинженер погибли, но Арафат остался жив. Получив ушибы и ссадины, он 13 часов провёл в песках Сахары в ожидании помощи[40].

### Палестинская национальная администрация

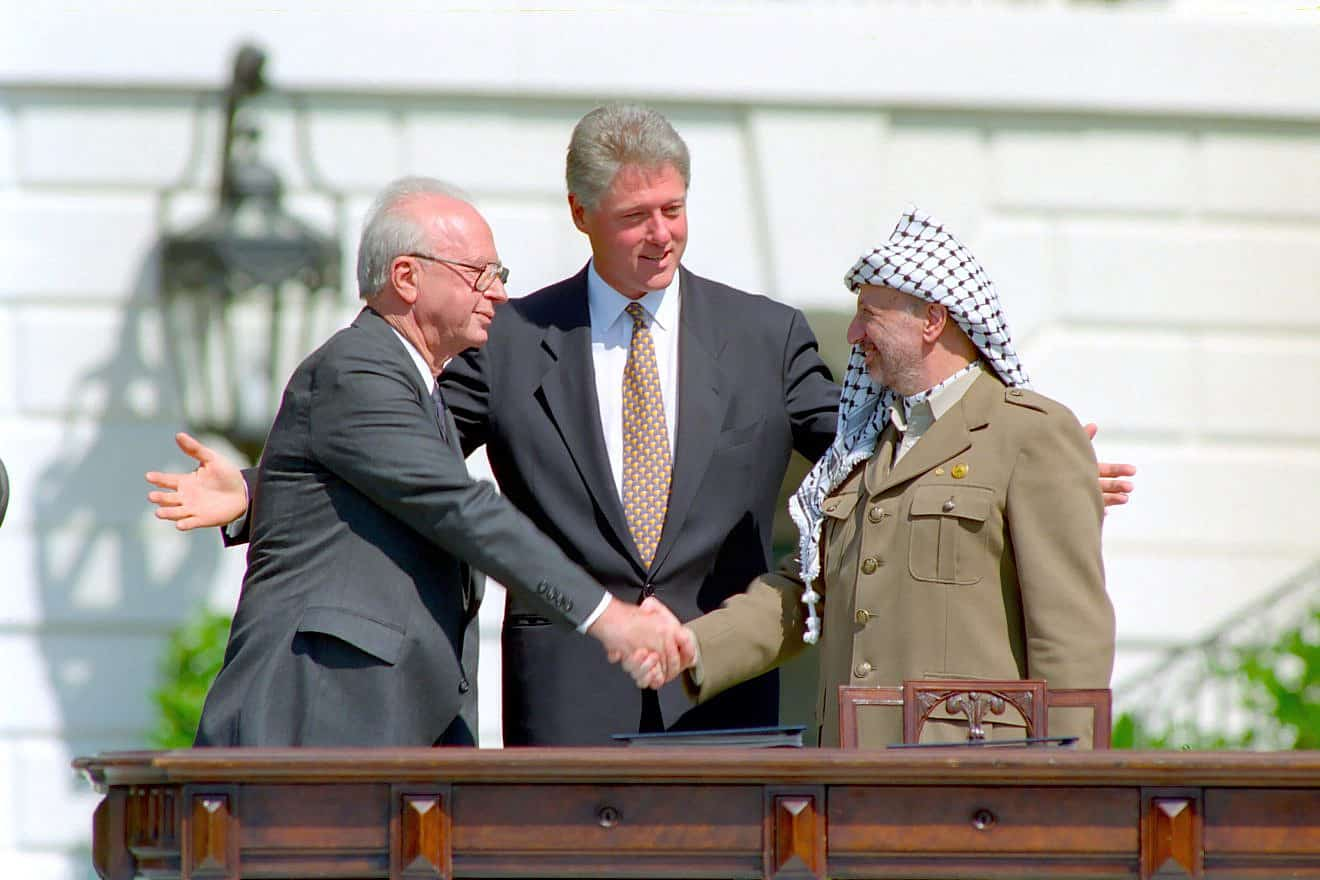
Ицхак Рабин, Билл Клинтон и Ясир Арафат на подписании Соглашений Осло, 13 сентября 1993 года, Вашингтон

Годы пребывания в Тунисе прошли под знаком борьбы за власть в руководстве ООП. Верх в этой борьбе взял Арафат, поддержанный всеми арабскими странами, поскольку он приобрёл славу привычного и предсказуемого лидера. В том же мнении укрепился Запад, и под давлением своего главного стратегического союзника, США, израильтяне вынуждены были пойти на переговоры.
13 сентября 1993 года Ясир Арафат и премьер Израиля Ицхак Рабин после длительных секретных переговоров подписали «Соглашения Осло» (Oslo Accords), согласно которым ООП обязалась признать право Израиля на мир и безопасность и прекратить террористическую деятельность. В результате соглашений была создана Палестинская национальная администрация (ПНА), получившая контроль над частью Западного Берега р. Иордан и Сектором Газа. В течение 5 лет планировалось достичь окончательного урегулирования конфликта.
Подписание соглашений позволило Арафату вернуться на территории, где одни считали его героем, другие — предателем и коллаборационистом, и возглавить ПНА.
В 1994 году Я. Арафату вместе с И. Рабином и главой МИД Израиля Ш. Пересом была вручена Нобелевская премия мира за усилия по достижению мира на Ближнем Востоке.
Однако через несколько лет мирный процесс оказывается в тупике.
20 января 1996 года Арафат большинством голосов в 87 % был избран председателем (президентом) ПНА — временного образования, созданного в соответствии с израильско-палестинскими договорённостями.
Следующие выборы были назначены на январь 2002 года (после начала 2-й интифады), но были отложены. Палестинская администрация объясняла это невозможностью организовать предвыборную кампанию в связи с израильскими военными рейдами и ограничениями на свободу передвижения на территориях оккупированных Израилем. Выборы преемника Арафата были проведены уже после его смерти.
В середине 1996 года, вследствие многочисленных террористических актов с использованием смертников, в результате которых погибли десятки израильтян, премьер-министром Израиля вместо социалиста Шимона Переса был избран Биньямин Нетаньяху из правой партии «Ликуд».

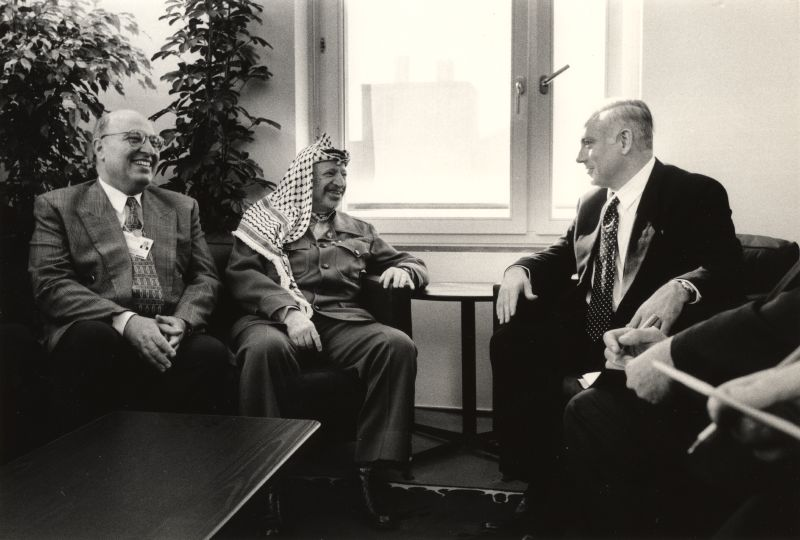
С премьер-министром Израиля Беньямином Нетаньяху

Непрестанные теракты и ответные репрессии привели к росту враждебности в палестинско-израильских отношениях. Президент США Билл Клинтон, пытаясь наладить отношения между двумя лидерами, организовал их встречу 23 октября 1998 года, на которой был принят меморандум, где были изложены шаги обеих сторон по претворению в жизнь договорённостей. Это, однако, не привело к значительному прогрессу в отношениях враждующих сторон.
После смены израильского кабинета переговоры продолжились в 2000 году на саммите в Кэмп-Дэвиде с преемником Нетаньяху — Эхудом Бараком (Израильская партия труда) и президентом США Биллом Клинтоном. Барак предложил Арафату создать палестинское государство в Секторе Газа и на части территории Западного берега Иордана, причём Восточный Иерусалим предполагалось оставить в границах Израиля, но создать там ограниченное в правах муниципальное управление, ассоциированное с Палестинским государством. Предложение Барака означало бы аннексию Израилем 10 % территории Западного берега Иордана (в основном это территория существующих еврейских поселений) в обмен на меньшую территорию в пустыне Негев. Часть территории (около 27 %) будущего палестинского государства Израиль намеревался взять в аренду на 10—25 лет. В результате палестинское государство состояло бы на первых порах из 4 отделённых друг от друга частей. Кроме того, согласно израильскому предложению, Израиль контролировал бы водные ресурсы, границы и таможню палестинского государства, а также ещё 10 % Иудеи и Самарии. Предложено было также разрешить возвращение на родину для ограниченного числа палестинских беженцев, а остальным — выплатить компенсацию.

Э. Барак, Б. Клинтон и Я. Арафат в Кэмп-Дэвиде

Арафат отверг предложения Барака и Клинтона, и осенью 2000 года объявил о начале второй интифады — так называемой «интифады Аль-Аксы». Поводом для начала восстания послужило посещение Ариэлем Шароном Храмовой горы и последовавшие за ним беспорядки.
К тому времени, по мнению С. Розенкранца («Русский базар»), стало ясно, что инфраструктура ПНА не создаётся, международная финансовая помощь разворовывается, рабочие места для палестинцев по-прежнему во многом находятся в Израиле, так что Арафату срочно понадобилось очередное «народное восстание», на которое можно было многое списать. Согласно ряду источников, Арафат готовил интифаду ещё до переговоров в Кэмп-Дэвиде.
С началом второй интифады жена Арафата переехала вместе с дочерью и матерью в Париж.
После начала второй интифады Арафат, согласно ряду источников, скрыто возобновил использование террористических методов. В 2000 году появилась военизированные организации «Танзим» и «Бригады мучеников аль-Аксы», позиционирующие себя как военное крыло ФАТХ, перешли к тактике атак на мирных израильских граждан, в том числе с помощью использования смертников, обвязанных взрывчаткой. Арафат заявлял, что эти организации не подконтрольны и осуждал их акции, однако многие источники полагают, что на самом деле Арафат контролировал их. С начала второй интифады погибли более 1100 израильтян, среди них женщины и дети.
На взрывы и теракты израильтяне отвечали военными антитеррористическими операциями, в ходе которых за 8 лет интифады погибло более 5000 палестинцев, а через какое-то время приступили к строительству многокилометровой стены, призванной затруднить проникновение арабских террористов на территорию Израиля.
В результате волны террора Барак потерял поддержку избирателей, и на внеочередных выборах в начале 2001 года премьер-министром Израиля был избран Ариэль Шарон, получивший около 2/3 голосов избирателей. В декабре 2001 года по его указанию резиденция Арафата «Муката» в Рамалле была блокирована израильскими войсками. Правительство Шарона прекратило всякие политические сношения с Арафатом, и последние три года своей жизни он был фактически пленником Израиля. В принципе он мог в любой момент выехать из страны, но скорее всего вернуться ему бы уже не позволили.
10 декабря 2001 года к дипломатическому бойкоту присоединились Евросоюз, Египет, Иордания, Саудовская Аравия. Причиной стало опубликование американских материалов о контрабанде иранского оружия для ПНА через Суэцкий канал и подкупе сотрудников египетской таможни.
Кабинет Шарона добился полной изоляции Арафата, немедленно подвергая обструкции любых политиков, замеченных в контактах с палестинским лидером. Периодически обсуждался вопрос о его депортации в какую-нибудь арабскую страну, но предложений от самих арабов не поступало, а насильственной высылке воспротивилась американская администрация.

### Финансовая деятельность
В начале 60-х годов Ясир Арафат имел в Кувейте процветающий строительный бизнес.
Реальные размеры капитала Арафата доподлинно не известны.
По данным журнала Forbes, Арафат располагал 200 миллионами долларов. По данным израильской военной разведки, личный капитал Арафата в 2003 году составлял 1,3 млрд долларов. Также имеются источники, утверждающие, что размеры состояния Арафата — шесть миллиардов долларов. Есть источники, которые утверждают, что Арафат вёл скромный образ жизни и никогда не брал деньги из кассы ООП.
В 2003 году Международный валютный фонд провёл аудиторскую проверку финансов ПНА и обнаружил, что 900 млн долларов из казны ПНА за 5 лет были переведены на специальный банковский счёт, контролируемый Арафатом и его главным финансовым советником. Однако МВФ не заявил, что обнаружил какие-либо нарушения, по результатам проверки выяснилось, что деньги в основном были вложены в палестинскую собственность и бизнесы как в ПНА, так и за рубежом.
По одной из версий источником богатства Арафата были огромные денежные потоки, проходившие через его руки. К примеру, в ПНА не существовало пенсионного обеспечения и страхования по болезни. Все международные пожертвования поступали лично Арафату. Он же, через своих помощников, раздавал их в виде подарков. Члены ФАТХ получали деньги быстро, остальные обращались в агентство по делам беженцев ООН за помощью. Таким образом, значительная сумма от пожертвований ООН (по разным оценкам, до половины) оставалась у Арафата.

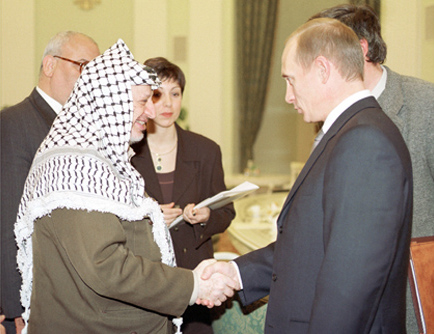
Ясир Арафат и Владимир Путин в Москве 24 ноября 2000 года

Предполагается, что Арафат открывал счета в Люксембурге, Австрии, на Каймановых островах, приобретал отели в Испании, вкладывал деньги в предприятия и банки в Италии, Франции и Швейцарии. Когда Израиль, по договорённости, перечислил только что образованной ПНА деньги на создание рабочих мест, 300 миллионов долларов из них были нелегально переправлены на открытый в Швейцарии секретный счёт. Значительные суммы (около миллиарда долларов) были вложены в предприятия «Кока-колы», в отели и финансовые фонды.
Утверждается, что в личном распоряжении Арафата были деньги палестинского движения сопротивления, деньги палестинских государственных экономических служб, различные фонды, формируемые за счёт монополии на производство цемента, табака, строительство. Кроме того, существовала касса ПНА, в которой фигурирует Палестинский инвестиционный фонд, учреждённый в конце 2002 года министром финансов ПНА Салямом Файядом. Именно он, перейдя затем на работу во Всемирный банк, внёс некоторую ясность в финансовое положение Арафата.
В ещё одной версии указывается, что практически вся палестинская диаспора платила Арафату процент от всех заработков «на дело революции». В 1995 году из просочившихся в прессу данных стало известно, что капитал Арафата пересёк планку в 14 миллиардов долларов (что в 10 раз превышает сумму, которая по утверждению израильской разведки составляла капитал Арафата в 2002 году).
В начале 2000 года английская газета «Дейли телеграф» рассказала о том, как группа британских хакеров взломала сеть ООП и выяснила, что её верхушка вложила в различные зарубежные фирмы в общей сложности 50 миллиардов долларов. Был опубликован и список фирм, акции которых принадлежали Арафату и его окружению. Среди них «Мерседес-Бенц», авиакомпании Мальдивских островов и Гвинеи-Бисау, греческая судоходная компания, банановые плантации и алмазные шахты в Африке.
По данным европейских источников, лидер ООП владел отелями в Испании, Италии, Франции, Швейцарии и Австрии. Швейцарский советник по инвестициям Жан-Клод Робар заявил, что Арафат был главным акционером двух компаний сотовой телефонной связи в Тунисе и Алжире.
Палестинский лидер вкладывал значительные суммы и в экономику Израиля. Из проверки, проведённой специалистами израильского финансового агентства, следует, что Арафат вложил в израильский фонд рискового капитала «Evergreen» 8 миллионов долларов и владел там долей в 5,5 %.
В 1994 году Израиль стал переводить налоговые и таможенные сборы с палестинцев на личный счёт Арафата, созданный специально для этих целей в отделении израильского банка в Тель-Авиве. В 1996—2000 годах Израиль перечислил туда 500 миллионов долларов, и это были налоги только от продажи нефти. Согласно А. Когану, в ПНА этих денег так и не увидели.

### Смерть
28 октября 2004 года было объявлено о серьёзной болезни Ясира Арафата; на следующий день Израиль дал разрешение на вывоз Арафата за границу, и 29 октября Ясир Арафат был помещён в парижский военный госпиталь «Percy de Clamart» с подозрением на отравление либо рак. Состояние Арафата ухудшалось с каждым часом. Вскоре стало известно, что он впал в кому, и жизнь его поддерживается лишь благодаря аппаратуре жизнеобеспечения. Вокруг умирающего лидера «развернулась псевдо-политическая борьба между его соратниками и молодой супругой — на самом деле, это была борьба за миллиарды долларов», которые Арафат якобы контролировал.
Ранним утром 11 ноября Арафат был отключён от аппаратуры жизнеобеспечения. По неофициальной информации, полученной журналистами от врачей госпиталя, основной причиной смерти Арафата стал цирроз печени, вызванный тяжёлыми условиями жизни и отсутствием квалифицированной медицинской помощи. По другой версии, Арафат умер от СПИДа. Палестинские источники не раз обвиняли в смерти Арафата Израиль. По их утверждениям, Арафат, скончавшийся от невыясненной причины, был отравлен. Результаты опубликованного в ноябре 2013 года заключения швейцарской лаборатории говорят о том, что Ясир Арафат был отравлен полонием.
12 июля 2009 года Фарук Каддуми, секретарь ЦК палестинского движения ФАТХ и один из его «исторических основателей», заявил журналистам в Аммане, что Арафат «был отравлен в результате заговора, соучастниками которого были нынешний глава ПНА (Махмуд Аббас) и бывший шеф службы превентивной безопасности Мохаммед Дахлан». Каддуми заявил, что, кроме Аббаса, в заговоре с целью отравить Арафата участвовали Израиль и ЦРУ.
Махмуд Аббас немедленно обвинил Каддуми во лжи. Однако один из видных в прошлом военных командиров ФАТХ Абу Муса, поднявший в 1983 году мятеж против Ясира Арафата, заявил, что «не сомневается в честности Каддуми». По его мнению, Аббас «напрасно обвиняет его в клевете и стремлении к мести». Абу Муса утверждает, что «Каддуми — не из таких людей», поскольку сам Арафат называл его «совестью палестинской революции».
В августе 2009 года на съезде партии ФАТХ было официально выдвинуто обвинение против Израиля в смерти Арафата.
По инициативе телеканала «Аль-Джазира» специалисты швейцарского института радиофизики в Лозанне исследовали личные вещи политика, в том числе одежду и зубную щётку. Экспертиза показала, что в вещах экс-лидера Палестины, а также в его крови, моче и поте содержится повышенное количество радиоактивного элемента полония-210, о чём 3 июля 2012 года сообщил катарский телеканал. По мнению экспертов, полоний-210 мог спровоцировать резкое ухудшение состояния здоровья 75-летнего Арафата.
Согласно Al Jazeera, в опубликованном 5 ноября 2013 года отчёте швейцарские эксперты подтвердили ранее высказываемые версии об отравлении Ясира Арафата радиоактивным полонием, что противоречит результатам экспертизы российских экспертов. Но позднее поступили сообщения о том, что швейцарские эксперты считают, что «полоний мог попасть в организм Ясира Арафата естественным путём».
В конце декабря 2013 года представители Федерального медико-биологического агентства России (ФМБА) после исследования причин смерти Арафата заявили, что палестинский лидер умер своей смертью. «Мы все экспертизы закончили. Абсолютно полное исследование, никакого повторного не нужно. Человек умер своей смертью, а не от радиационного воздействия», — сказал глава ФМБА Владимир Уйба. Он также добавил, что швейцарские и французские эксперты согласились с этими выводами.
Французские эксперты пришли к выводу о том, что когда он поступил в парижский военный госпиталь в конце октября 2004 года, не было обнаружено следов полония, а их выявление после эксгумации объясняется внешними факторами. Согласно мнению этих экспертов, Арафат умер от совокупности возрастных заболеваний, свойственных пожилому человеку. Суд Франции, основываясь на этих исследованиях, постановил прекратить расследование причин смерти Ясира Арафата. На этом дело о смерти во Франции бывшего палестинского лидера закрыто.

### Погребение

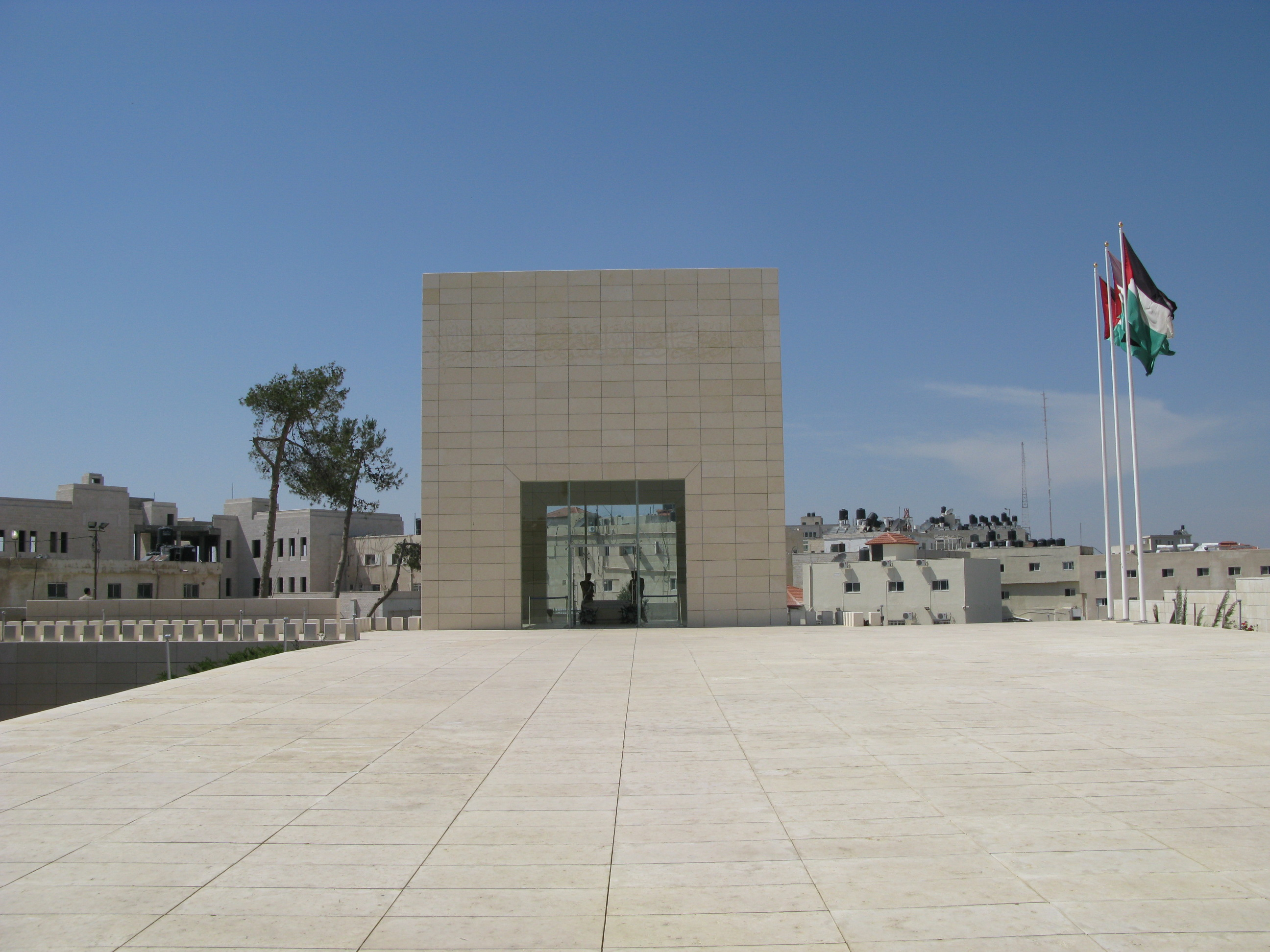
Мавзолей Ясира Арафата

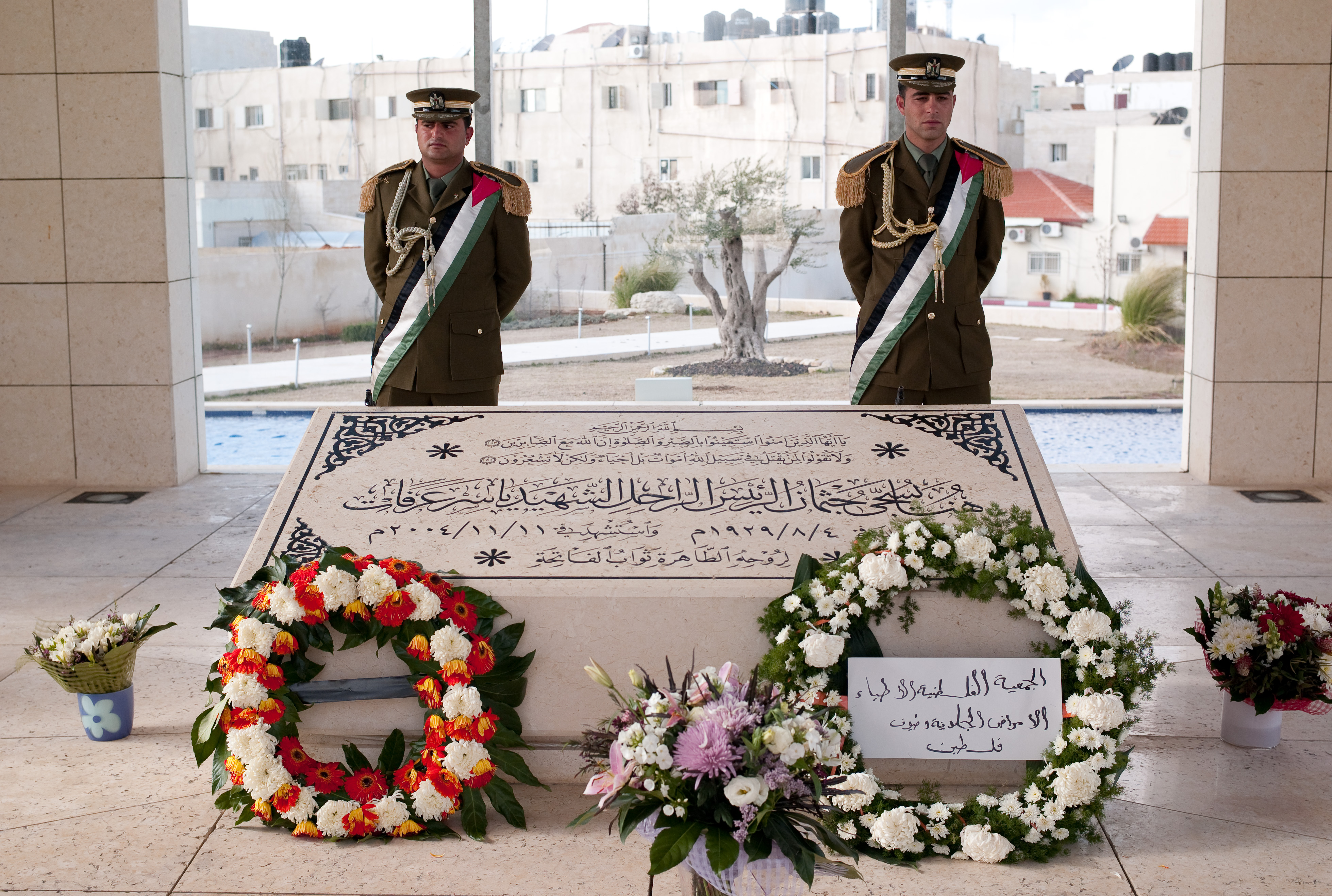
Могила Ясира Арафата

В тот же день тело перевезли в Каирский аэропорт, где с ним смогли проститься приглашённые представители из разных стран. Затем гроб был доставлен на египетских вертолётах в Рамаллу. Тем временем израильтяне предприняли строжайшие меры безопасности, чтобы не допустить перерастания похорон в вооружённые столкновения. Несмотря на это, из-за волнений толпы в течение целого часа погребальной команде не удавалось снять гроб с телом Арафата с машины и пронести его к месту погребения.
Израиль отклонил желание Арафата быть похороненным рядом с мечетью аль-Акса или где-либо ещё в Иерусалиме, сославшись на соображения безопасности. Израиль также опасался, что его захоронение усилит претензии палестинцев на Восточный Иерусалим. Арафат был «временно» похоронен в Мукатаа в Рамалле; на церемонии присутствовали десятки тысяч палестинцев. Арафат был похоронен в каменном, а не деревянном гробу, и официальный представитель Палестины Саиб Эрекат заявил, что Арафат будет перезахоронен в Восточном Иерусалиме после создания палестинского государства. Арафат был перезахоронен утром 13 ноября, около 3:00. 10 ноября 2007 года, накануне третьей годовщины смерти Арафата, президент Махмуд Аббас открыл мавзолей Арафата возле его могилы в память о нём.

### После смерти Арафата
По сообщениям израильских источников, вдова Суха передала соратникам Арафата известные ей коды секретных банковских счетов покойного супруга в обмен на 9 миллионов евро. По договорённости с новым палестинским руководством она получит отступные — 20 миллионов евро, а также и месячное содержание от ПНА — 35 тысяч евро. Первоначально вдова требовала себе половину трёхмиллиардного состояния Арафата.
После смерти Арафата, ПНА возглавил триумвират, состоящий из верных сторонников Арафата:
- Рухи Фатух[англ.] (Rawhi Fattuh), спикер парламента ПНА, стал временным президентом ПА;
- Фарук Каддуми (Farouk Kaddoumi) — главой центрального комитета ФАТХ;
- Махмуд Аббас (Mahmoud Abbas) — председателем исполкома ООП.

Часть функций Арафата взял на себя премьер-министр ПА Ахмед Куреи (Ahmed Qurei).
Фарук Каддуми сделал заявление о том, что готов к мирным переговорам с Израилем, но в случае необходимости не станет отказываться от вооружённой борьбы: «Сопротивление — это путь к политическому урегулированию. Мы не утверждаем, что способны нанести поражение израильской армии, но основы нашей политики были изложены ещё в 1974 году мучеником Ясиром Арафатом, сказавшим на заседании ООН: „Я держу в одной руке оружие, а в другой — оливковую ветвь мира“».
В январе 2005 года в ПА состоялись выборы её председателя. Место Арафата, как и ожидалось, занял Махмуд Аббас.
27 ноября 2012 года была проведена эксгумация тела Арафата.

## Цитаты Ясира Арафата
Мир для нас означает уничтожение Израиля. Мы готовимся к тотальной войне, войне, которая будет идти из поколения в поколение.
Оригинальный текст (англ.)Peace for us means the destruction of Israel. We are preparing for an all-out war, a war which will last for generations.

--Yasser Arafat (El Mundo, Caracas, Venezuela, 11 February 1980)
— Ясир Арафат, 1980 год

Основываясь на моих формальных полномочиях председателя ООП и лидера палестинской революции, я заявляю тут перед вами, что когда мы говорим о наших надеждах о Палестине завтрашнего дня, то мы включаем в наше виденье [будущего государства] и всех евреев, ныне живущих в Палестине, которые захотят жить с нами в мире и без дискриминации.
Оригинальный текст (англ.)In my formal capacity as Chairman of the PLO and leader of the Palestinian revolution I proclaim before you that when we speak of our common hopes for the Palestine of tomorrow we include in our perspective all Jews now living in Palestine who choose to live with us there in peace and without discrimination..
— Выступление на Генеральной Ассамблее ООН. 1974 год

Победный марш продолжится, пока палестинский флаг не взовьется в Иерусалиме и во всей Палестине — от реки Иордан до Средиземного моря, от Рош-ха-Никра до Эйлата.
Оригинальный текст (англ.)The victory march will continue until the Palestinian flag flies in Jerusalem and in all of Palestine - from the Jordan River to the Meditteranean Sea and from Rosh Hanikra to Eilat. 
.
--Yasser Arafat, in a speech at the University of Beirut (Sawt Falastin, 7 December 1980)
— Речь в Бейрутском университете, 7 декабря 1980 года

Я ещё раз повторяю: Израиль будет оставаться принципиальным врагом палестинцев не только сейчас, но и в будущем.
— Ясир Арафат, 1995 год

Различие между революционером и террористом заключается в цели, за которую каждый из них борется. Любой из тех, кто стоит за правое дело и сражается за свободу и освобождение своей земли от захватчиков, поселенцев и колонизаторов не может быть назван террористом, ведь иначе и американцы, боровшиеся за свободу от британских колонизаторов были бы террористами. Европейское сопротивление против нацистов можно было бы назвать терроризмом. Борьба азиатских, африканских и латиноамериканских народов тоже была бы терроризмом и многие из вас, сидящих здесь в зале [Генеральной Ассамблеи ООН] считались бы террористами. На самом деле мы ведём справедливую и праведную борьбу, освящённую Хартией ООН и Декларацией о Правах Человека. А что касается тех, кто воюет против справедливого дела, тех которые начинают войны с целью оккупировать, колонизировать и угнетать другие народы, то они и есть террористы. Они и есть те люди, чьи действия должны быть осуждены, и которых следует объявить военными преступниками, поскольку именно справедливость целей определяет право на борьбу.
Оригинальный текст (англ.)The difference between the revolutionary and the terrorist lies in the reason for which each fights. For whoever stands by a just cause and fights for the freedom and liberation of his land from the invaders, the settlers and the colonialists cannot possibly be called terrorist, otherwise the American people in their struggle for liberation from the British colonialists would have been terrorists; the European resistance against the Nazis would be terrorism, the struggle of the Asian, African and Latin American peoples would also be terrorism, and many of you who are in this Assembly hall were considered terrorists. This is actually a just and proper struggle consecrated by the United Nations Charter and by the Universal Declaration of Human Rights. As to those who fight against the just causes, those who wage war to occupy, colonize and oppress other people, those are the terrorists. Those are the people whose actions should be condemned, who should be called war criminals: for the justice of the cause determines the right to struggle.
— Выступление на Генеральной Ассамблее ООН. 1974 год

Давайте работать вместе, пока мы не добьёмся победы и не вернём себе освобождённый Иерусалим.
— Ясир Арафат. Выступление по радио Багдада (радиосеть Республики Ирак) 16 ноября 1991 года

За пять лет мы будем иметь 6—7 миллионов арабов на Западном берегу и в Иерусалиме… Затем мы уничтожим Израиль и установим полностью арабское государство. Психологической войной и демографическим взрывом мы сделаем жизнь христиан и евреев невыносимой. Они не захотят жить с нами, арабами. Нам они не нужны…
— Ясир Арафат, 1996 год

Давайте вспомним, что евреи Европы и США известны тем, что вели борьбу за секуляризации и отделения церкви от государства. Они также боролись против дискриминации, основанной на религиозной принадлежности. Как же случилось, что они отрицают эти гуманные принципы на Святой Земле ?
Оригинальный текст (англ.)Let us remember that the Jews of Europe and the United States have been known to lead the struggles for secularism and the separation of Church and State. They have also been known to fight against discrimination on religious grounds. How can they then refuse this humane paradigm for the Holy Land? How then can they continue to support the most fanatic, discriminatory and closed of nations in its policy?
— Выступление на Генеральной Ассамблее ООН. 1974 год

О Яффо, о Лод, о Хайфа, о Иерусалим, вы вернётесь…
Оригинальный текст (англ.)O Jaffa, O Lod, O Haifa, O Jerusalem, you are returning, you are returning

--- P.L.O. Chairman Yasser Arafat, at a reception held in his honor in Gaza (Maariv, 7 September 1995)
— Ясир Арафат, 1995 год

Abir al-Wahidi, командовавшая центральным районом (участница теракта в 1991 году) и мученица Палестины Далаль аль-Муграби (руководившая терактом на Приморском шоссе, 1978 год, 37 израильтян погибли). Я поклоняюсь и восхищаюсь палестинской женщиной, которая получает её погибшего на войне сына, радостная и счастливая. Душа и кровь за тебя, o Палестина!
Оригинальный текст (англ.)The Palestinian girl participated in the Palestinian revolution. Abir al-Wahidi, commander of the central region [al-Wahidi participated in the murder of Israeli Zvi Klein in December 1991] and Dalal al-Maghrabi, Martyr of Palestine [al-Maghrabi took part in the Coastal Road Massacre in March 1978, in which 37 Israelis were killed]. I bow in respect and admiration to the Palestinian woman who receives her martyred son with joyful cheering. The soul and blood for you, O Palestine!

--- P.L.O. Chairman Yasser Arafat, in a speech given on 3 September 1995 at the al-Fatah girls school in Gaza to mark the opening of the school year (Israel Channel Two Television, 19 September 1995)
— Ясир Арафат, 1995 год

Матка арабской женщины — мое самое сильное оружие. 

Оригинальный текст (англ.)
- Arafat well understands this, which is why he has often said that his strongest weapon is "the womb of the Arab woman."
- Arafat is, after all, on record for saying "the womb of the Arab woman is my best weapon."

— Ясир Арафат

Я вижу сейчас стены Иерусалима, мечети Иерусалима, церкви Иерусалима. Братья! Кровью и духом мы возвратим тебя, Палестина! Да, кровью и духом мы возвратим тебя, Палестина!
Оригинальный текст (англ.)"I now see the walls of Jerusalem, the mosques of Jerusalem, the churches of Jerusalem. My brothers! With blood and with spirit we will redeem you, Palestine! Yes, with blood and with spirit we will redeem you, Palestine!" 

--- Arafat addressing a crowd in Tulkarem (Voice of Palestine, April 28, 1997)
— Арафат, обращаясь к толпе в Тул-Кареме, «Voice of Palestin», 28 апреля 1997 года

- Вопрос: По вашему мнению, ХАМАС — это террористическая организация?
- Арафат: Движение ХАМАС — одно из многих патриотических движений.
- Вопрос: Даже его военное крыло?
- Арафат: Даже его военное крыло. Никто не должен забывать, что это движение принимает активное движение в интифаде.

— Ясир Арафат, интервью, «Новое время», 25 мая 1997 года

## Цитаты о Ясире Арафате
Арафат конечно, очень умный политик и блестящий политикан. Такой немножко в восточном смысле этих слов. Это, конечно, очень умный человек, хитрый, коварный, жестокий, очень много может быть разных определений, когда все это соберёте, это и будет Арафат. Человек, идущий к цели…

— Александр Бовин, бывший посол РФ в Израиле

Все обратили внимание на выступление Арафата в Йоханнесбурге (ЮАР) 11 мая 1994 года. Говоря о соглашениях с Израилем, он вспомнил о договоре, который пророк Мухаммед подписал в 628 году с курейшитами. Пророк обещал курейшитам мир на 10 лет. Но через два года передумал, вырезал всё племя курейшитов и захватил Мекку. Вот и мы, сказал Арафат, принимаем соглашение с израильтянами «только для того, чтобы проложить наш путь к Иерусалиму». Эта аналогия вряд ли могла воодушевить израильтян… (выступление Арафата в Йоханнесбурге (ЮАР) 11 мая 1994 года).
— Александр Бовин, бывший посол РФ в Израиле

Арафат — сложная политическая фигура. Его нельзя мазать одной краской — чёрной или белой. На его политическом облике сказалась более чем полувековая трагедия палестинского народа. На данном этапе альтернативы Арафату нет.
— Фарид Сейфуль-Мулюков, журналист-международник

… с самого начала мирного процесса в Осло в 1993 году г-н Арафат фокусировался только на том, что он может получить, а не на том, что он должен отдать. Он находил для себя трудным жить без идеи, без борьбы, без обиды и без конфликта, который позволял ему выделиться…
— Деннис Росс, 2002 год

Со времён нацистов я не знаю никого, на чьих руках было бы больше крови евреев, чем на руках Арафата.
— Бывший премьер-министр Израиля Ариэль Шарон, 1995 год

Вы не должны забывать, что этот человек является диктатором, что он убийца и что он убивал американцев.
— Бывший мэр Нью-Йорка Рудольф Джулиани, 1995 год

Правление Ясира Арафата стало трагедией для его народа. В Кэмп-Дэвиде мы поняли, что он стремится не к миру и окончанию конфликта, но только к террору и насилию. Он оставался главой террора, коррумпированным лидером, привившим молодому поколению палестинцев ненависть к Израилю.
— Бывший премьер-министр Израиля Эхуд Барак, 2004 год

21 октября 1996 года Арафат произнёс пламенную речь в лагере беженцев Дегейша: «Мы знаем только одно слово — джихад, джихад, джихад!.. Мы находимся в конфликте с сионистским движением и протестуем против Декларации Бальфура и всей деятельности империалистов». Нетрудно понять, что «против Декларации Бальфура» означает — против еврейского государства в Палестине.
— Александр Бовин. Пять лет среди евреев и МИДовцев

13 сентября 1993 года знаменитая сцена на зелёной лужайке у Белого дома, когда подписали они эту декларацию принципов, Арафат, Перес и Рабин. И в этот же день выступал Арафат, говорил, что он против террора, уважает Израиль. И в этот же день он давал интервью уже закрытого порядка иорданскому телевидению, и он говорил: «Мы не можем одержать быстрой военной победы над Израилем, поэтому нам следует действовать поэтапно. Мы займём все палестинские территории, создадим на них палестинское государство и используем его, как плацдарм для дальнейших действий. И когда придёт время, мы сможем объединиться с другими арабскими странами, чтобы нанести окончательный удар по Израилю». Вот его истинное…
— А. Бовин – Есть два Арафата, 2003 год

## Награды
- Шри-Ланка Митра Вибхушана (2 января 2014 года, Шри-Ланка, посмертно)[97].

## Образ Ясира Арафата в кино
- Голый пистолет / The Naked Gun: From the Files of Police Squad! (1988; США) режиссёр Дэвид Цукер, в роли Ясира Арафата Дэвид Кац.